# 繁荣街道 (鞍山市)
繁荣街道，是中华人民共和国辽宁省鞍山市铁西区下辖的一个乡镇级行政单位。2019年12月，撤销新陶官街道和北陶官街道，下辖的9个社区成建制划入繁荣街道。

## 行政区划
繁荣街道下辖以下地区：
虹桥社区、新华社区、利洲社区、清真寺社区和千龙户社区。